# Хешмати, Роя
Ройя Хешмати (перс. رویا حشمتی‎, род. около 1990, Сенендедж) — курдско-иранская активистка, известная своим неповиновением политике обязательного ношения хиджаба в Иране. Хешмати получила известность благодаря протесту против обязательного ношения хиджаба в общественных местах, она поделилась фотографией в социальных сетях, нарушив это правило. Её арестовали и приговорили к 74 ударам плетью.

## Обвинения и арест
После публикации Хешмати в социальных сетях фотографии без хиджаба, поздно вечером 20 апреля 2023 года к ней домой ворвались агенты Исламской Республики и арестовали её. Во время ночного рейда у неё также были конфискованы мобильный телефон и ноутбук. Первоначально она провела одиннадцать дней под арестом по обвинению в «появлении на публике без надлежащего религиозного хиджаба», потом её дело с отдельными обвинениями и двумя отдельными обвинительными заключениями было передано 38-м отделением судебной власти в Судебный комплекс Эршада и Революционный суд.
По словам Татаи, адвоката Хешмати, в 26-м отделении Революционного суда Хешмати обвинили в «пропаганде против системы». Кроме того, в отделении 1091 Судебного комплекса Эршада к обвинениям были добавлены ещё четыре, в том числе «появление на публике без надлежащего религиозного хиджаба, нанесение ущерба общественному целомудрию, создание непристойного контента и пропаганда коррупции».
Отделение № 1091 Судебного комплекса Эшрат приговорило Хешмати к 13 годам и 9 месяцам тюремного заключения, штрафу в размере 12 500 000 иранских риалов и 74 ударам плетью. Однако после обжалования приговора дело было передано в 14-е отделение Апелляционного суда провинции Тегеран, в результате чего приговор к тюремному заключению был отменен. Тем не менее штраф и телесное наказание в виде плетей остались без изменений.
Приговор был приведён в исполнение 3 января 2024 года. После исполнения приговора Хешмати опубликовала заметку, в которой написала: «Судья сказал: „Не бейте слишком сильно“. Мужчина начал меня сильно бить. По плечам, по спине, по ягодицам, по лицу, по ногам. Я потеряла счёт ударам. Я повторяла себе под нос: во имя женщины, во имя жизни: одежда рабства разорвана, наша темная ночь превращается в рассвет, все оковы рвутся». В своей записке она объяснила, что отказалась носить платок в суде, а затем на глазах у судьи, в так называемой «средневековой камере пыток», мужчина избил её.